# Distretto di Hassi R'Mel
Il distretto di Hassi R'Mel è un distretto della provincia di Laghouat, in Algeria, con capoluogo Hassi R'Mel.

## Comuni
Il distretto comprende 2 comuni:
- Hassi R'Mel
- Hassi Delaa